# Зимові Азійські ігри 2003
Зимові Азійські ігри 2003, або V Зимові Азійські ігри  — міжнародне спортивне змагання, яке відбувалось з 1 лютого по 8 лютого 2003 року в префектурі Аоморі, що в Японії. Це вже треті за рахунком ігри проведені на території Японії. До цього часу двічі Зимові Азійські ігри проводились у Саппоро.

## Талісман
Талісманом цих ігор став дятел чорний, якому надали ім'я Вінта.

## Місця проведення
- Адзіґасава:
  - Лижний курорт Адзіґасава — змагання з фристайлу, катання на сновборді.
- Аоморі:
  - Спортивний комплекс Аоморі — керлінг
  - Префектурна ковзанка Аоморі — фігурне катання
- Хатінохе:
  - Ковзанка Нагане Парк Спід - ковзанярський спорт
  - Внутрішня ковзанка Нііда - хокей із шайбою (чоловіки)
- Івакі:
  - Генеральний Парк Івакі - біатлон
- Місава:
  - Ковзанка Місава  — хокей із шайбою (жінки), шорт-трек
- Овані:
  - Парк Аджара - лижні перегони
  - Лижний курорт Овані Онсен - гірськолижний спорт
  - Пагорб Такіносава - стрибки з трампліна

## Види спорту
- Гірськолижний спорт (4) (докладніше)

- Біатлон (6) (докладніше)

- Лижні перегони (7) (докладніше)

- Керлінг (2) (докладніше)

- Фігурне катання (4) (докладніше)

- Фристайл (2) (докладніше)

- Хокей із шайбою (2) (докладніше)

- Шорт-трек (10) (докладніше)

- Стрибки з трампліна (2) (докладніше)

- Ковзанярський спорт (9) (докладніше)

- Сноубординг (3) (докладніше)

### Демонстраційний спорт
- Сноубординг (3) (докладніше)

## Календар
| ● | Церемонія відкриття | ● | Змагання | ● | Фінал | ● | Церемонія закриття |

| Січень / Лютий 2003    | 30.01 | 31.01 | 1.02 | 2.02 | 3.02 | 4.02 | 5.02 | 6.02 | 7.02 | 8.02 | Золоті медалі |
| ---------------------- | ----- | ----- | ---- | ---- | ---- | ---- | ---- | ---- | ---- | ---- | ------------- |
| Гірськолижний спорт    |       |       |      | 1    | 1    |      | 1    |      | 1    |      | 4             |
| Біатлон                |       |       |      |      | 2    |      | 2    |      | 2    |      | 6             |
| Лижні перегони         |       |       |      | 2    | 1    | 1    | 1    | 1    | 1    |      | 7             |
| Керлінг                |       |       |      |      |      |      |      |      | 2    |      | 2             |
| Фігурне катання        |       |       |      |      | 1    | 3    |      |      |      |      | 4             |
| Фристайл               |       |       |      |      |      |      |      | 2    |      |      | 2             |
| Хокей з шайбою         |       |       |      |      |      |      | 1    |      | 1    |      | 2             |
| Шорт-трек              |       |       |      |      |      |      |      | 4    | 6    |      | 10            |
| Стрибки з трампліна    |       |       |      |      |      | 1    |      | 1    |      |      | 2             |
| Сноубордінг            |       |       |      | 1    | 1    | 1    |      |      |      |      | 3             |
| Ковзанярський спорт    |       |       |      | 2    | 4    |      | 3    |      |      |      | 9             |
| Всього золотих медалей |       |       |      | 6    | 10   | 6    | 8    | 8    | 13   |      | 51            |
| Церемонії              |       |       | ●    |      |      |      |      |      |      | ●    |               |
| Січень / Лютий 2003    | 30.01 | 31.01 | 1.02 | 2.02 | 3.02 | 4.02 | 5.02 | 6.02 | 7.02 | 8.02 | Золоті медалі |

## Країни-учасники
У змаганні брало участь 17 країн та 12 неконкурентних країн).
| Країна |
| --- |
| Китай |
| Індія |
| Японія |
| Монголія |
| Непал |
| Північна Корея |
| [[Файл:Шаблон:КраїнаОІ прапор PSE\|22x20px\|border]] [[Шаблон:КраїнаОІ PSE на зимових Азійських іграх 2003\|Шаблон:КраїнаОІ PSE]] |
| Узбекистан |
| Киргизстан |
| Ліван |
| Пакистан |
| Південна Корея |
| Казахстан |
| Іран |
| Китайський Тайбей |
| Таджикистан |
| Таїланд |

| Неконкурентні країни |
| -------------------- |
| Бангладеш            |
| Бутан                |
| Гонконг              |
| Кувейт               |
| Макао                |
| Малайзія             |
| Катар                |
| Сінгапур             |
| Шрі-Ланка            |
| Східний Тимор        |
| Туркменістан         |
| В'єтнам              |

## Таблиця медалей
| Місце   | Країна         | Золото | Срібло | Бронза | Загалом |
| ------- | -------------- | ------ | ------ | ------ | ------- |
| 1       | Японія         | 24     | 23     | 20     | 67      |
| 2       | Південна Корея | 10     | 8      | 10     | 28      |
| 3       | Китай          | 9      | 11     | 13     | 33      |
| 4       | Казахстан      | 7      | 7      | 6      | 20      |
| 5       | Ліван          | 1      | 1      | 0      | 2       |
| 6       | Північна Корея | 0      | 1      | 1      | 2       |
| 7       | Узбекистан     | 0      | 0      | 1      | 1       |
| Загалом | Загалом        | 51     | 51     | 51     | 153     |